# Hněvšín
Hněvšín je malá vesnice, část obce Chotilsko v okrese Příbram ve Středočeském kraji. Leží v kopcovité krajině poblíž levého břehu Vltavy. V roce 2011 zde trvale žilo devět obyvatel.

## Historie
První písemná zmínka o vesnici pochází z roku 1381. Od roku 1850 je Hněvšín částí obce Chotilsko.
Nejvýznamnějším rodákem byl profesor František Drtina, na jeho rodném statku je nyní pamětní deska. Na okraji vesnice se nacházejí boží muka z roku 1946. Při cestě severně od vesnice je chráněna čtveřice památných stromů – Drtinovy duby.
Od roku se 2001 se zde každoročně koná Memoriál generála Custera – přehlídka fanoušků koní a vojenské historie.

## Obyvatelstvo
| Rok            | 1869 | 1880 | 1890 | 1900 | 1910 | 1921 | 1930 | 1950 | 1961 | 1970 | 1980 | 1991 | 2001 | 2011 | 2021 |
| -------------- | ---- | ---- | ---- | ---- | ---- | ---- | ---- | ---- | ---- | ---- | ---- | ---- | ---- | ---- | ---- |
| Počet obyvatel | 62   | 64   | 65   | 60   | 55   | 55   | 40   | 41   | 33   | 25   | 15   | 7    | 9    | 9    | 14   |
| Počet domů     | 10   | 10   | 10   | 9    | 7    | 7    | 9    | 15   | 15   | 6    | 5    | 9    | 8    | 8    | 12   |

## Pamětihodnosti
- Boží muka

## Další fotografie

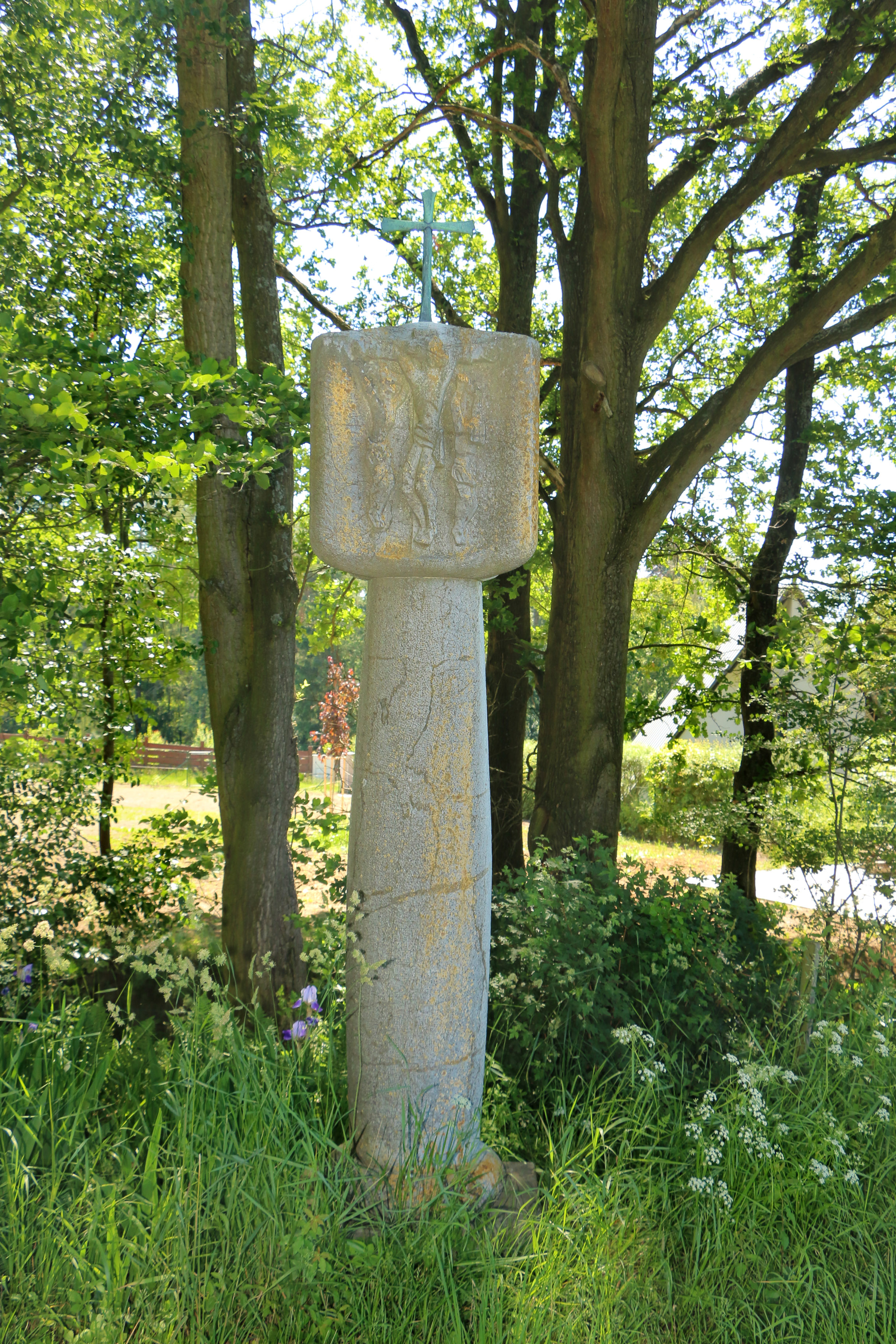
Votivní sloup
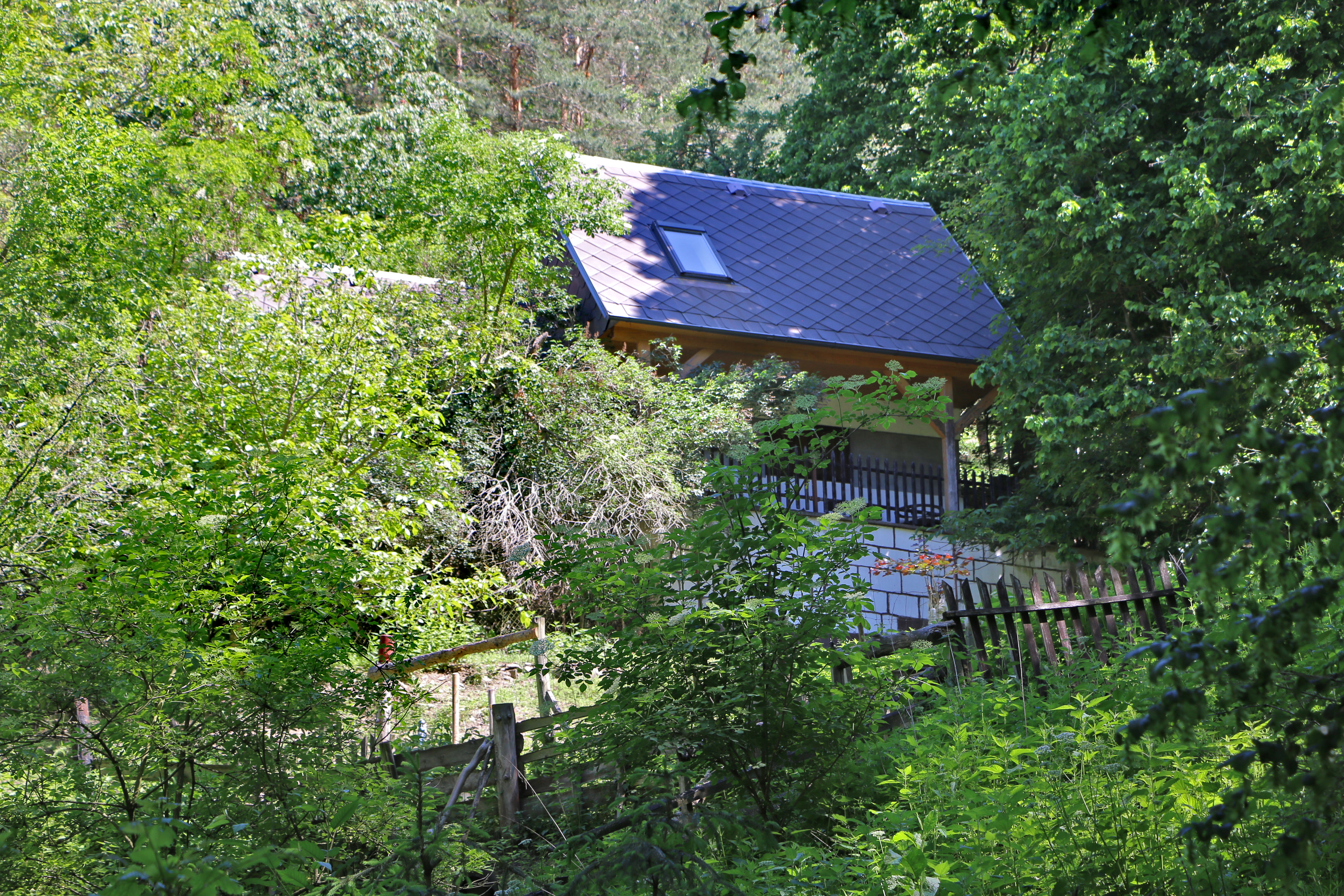
Chalupa ve srázu
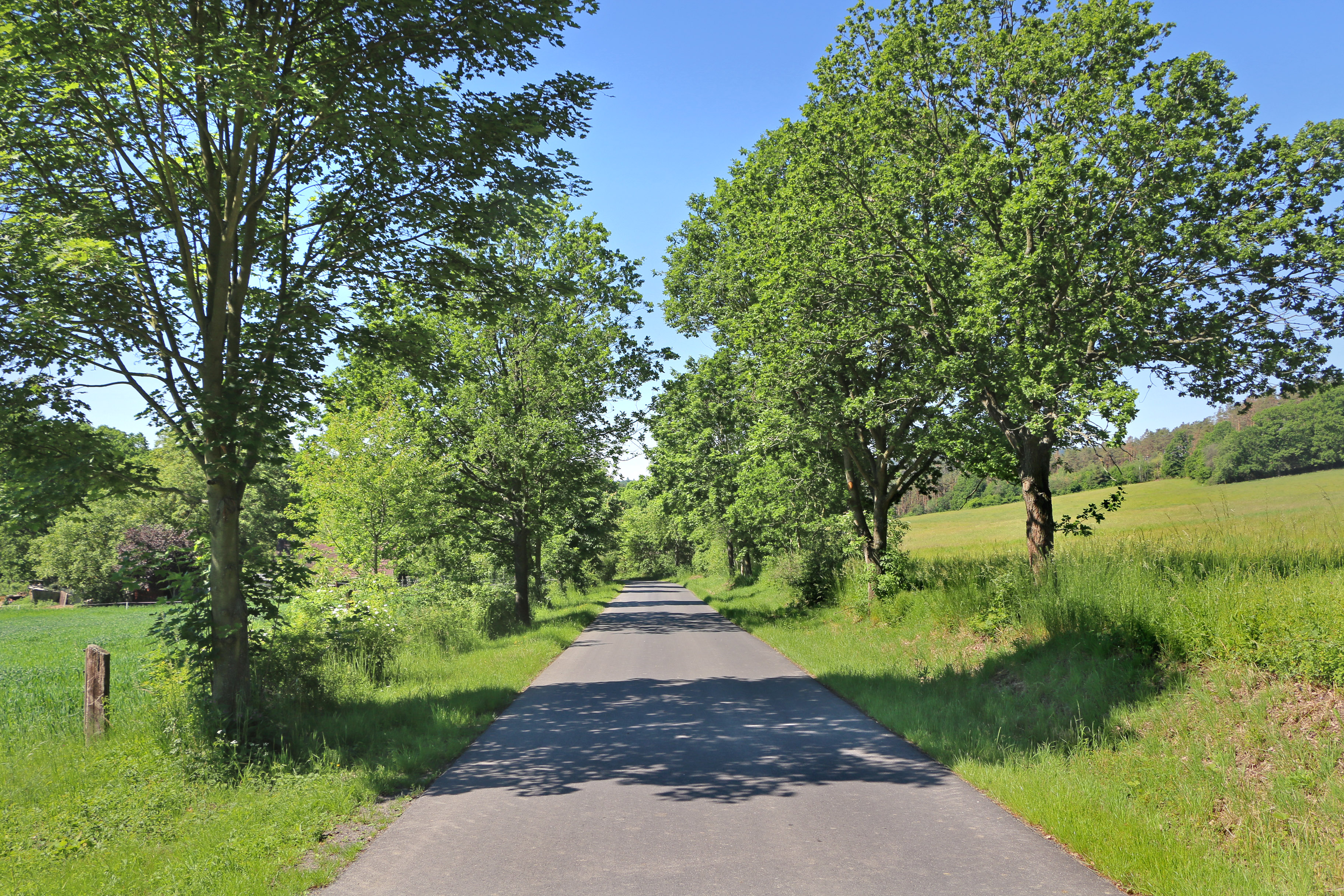
Alej při cestě do vsi